# Andria Pourikkou
Andria Pourikkou (* 21. Februar 2006 in Limassol) ist eine zyprische Leichtathletin, die sich auf den Weitsprung spezialisiert hat.

## Sportliche Laufbahn
Ihren ersten internationalen Wettkampf bestritt Andria Pourikkou im Jahr 2022, als sie bei den U18-Europameisterschaften in Jerusalem mit einer Weite von 12,00 m in der Qualifikationsrunde im Dreisprung ausschied. Anschließend belegte sie beim Europäischen Olympischen Jugendfestival (EYOF) in Banská Bystrica mit 12,14 m den siebten Platz. Im Jahr darauf gelangte sie dann beim EYOF in Maribor mit 12,21 m auf Rang acht.
2023 wurde Pourikkou zyprische Meisterin im Dreisprung.

## Persönliche Bestleistungen
- Dreisprung: 12,51 m (0,0 m/s), 18. Juni 2022 in Limassol (zyprischer U18-Rekord)
  - Dreisprung (Halle): 11,10 m, 11. Februar 2023 in Piräus